# Ubuntu Edge
Ubuntu Edge là một chiếc smartphone được Canonical Ltd. giới thiệu ngày 22/7/2013. Canonical đã tạo một chiến dịch gọi vốn cộng đồng với mục tiêu là 40.000 đơn vị trên Indiegogo.  Chiến dịch này đã thu được một kết quả lớn nhất từ trước đến nay, 32.000.000 USD trong một tháng gọi vốn. Edge không được đưa vào sản xuất đại trà sau lần chạy ban đầu,  mà đúng hơn là để phục vụ như một minh chứng cho các công nghệ mới cho ngành công nghiệp. Edge không đạt được mục tiêu tài chính của nó, chỉ tăng 12,809,906 USD, với 5682 cam kết mua phiên bản tiêu chuẩn dòng máy.
Edge được thiết kế như một thiết bị hybrid, có thể hoạt động như một điện thoại thông minh cao cấp (với cả Ubuntu Touch và Android), hoặc - khi được sử dụng với màn hình, bàn phím và chuột - có thể hoạt động như một máy tính để bàn thông thường chạy Ubuntu.  cũng được thiết kế để hỗ trợ khởi động kép và chạy cùng với Android.

## Chiến dịch gây quỹ
Phản ứng với thông báo của Canonical là trái chiều; trong khi nó đã thu được hơn một triệu đô la trong năm giờ đầu, một nhà bình luận đã lưu ý thị trường không rõ ràng cho thiết bị, với một số lượng lớn các hệ điều hành điện thoại thông minh đã có sẵn và không có tiền lệ cho thấy nhu cầu về một "thiết bị đơn" kết hợp điện thoại với máy tính chính của người dùng. Các thiết bị đầu tiên được cung cấp với giá 600 đô la Mỹ so với chi phí chính là 825 đô la; sau khi khởi động lần đầu, điều này đã được sửa lại để cung cấp các khoản tiền là 625, 675 và 725 USD cho các khoản nợ trước đó. Các phiên bản sửa đổi giá tiếp theo được đưa ra vào ngày 8/8, khiến nó có giá 695 USD cho mỗi thiết bị. Công ty lớn đầu tiên cam kết là của Bloomberg LP, với cam kết $80,000.
Ngày 14/8, với 8 ngày trước khí đến thời hạn cuối, chiến dịch đã vượt qua cột mốc $10 triệu. Mốc quan trọng này đã đưa Ubuntu Edge thành dự án gọi vốn được tài trợ cao thứ hai vào thời điểm đó, sau Star Citizen, một tựa game video mô phỏng chiến đấu và mua bán trong không gian, đã kêu gọi được $15 triệu đô la trong cùng năm.
Chiến dịch kết thúc vào ngày 21/8 với tổng số cuối cùng là 12,809,906 đô la, nhưng không thể đạt được mục tiêu 32 triệu đô la để bắt đầu dự án.

## Thông số kỹ thuật
là một điện thoại thông minh được đề xuất với các thông số kỹ thuật cao cấp, thường được gọi là "superphone". Edge  sẽ được trang bị bộ vi xử lý đa lõi và ít nhất 4GB RAM. Bộ nhớ trong có 128GB. Có một khe cắm micro-SIM. Một camera sau 8 MP và camera trước 2 MP. Màn hình có thể là màn hình tinh thể sapphire 4,5 inch (được cho là chỉ bằng kim cương) với độ phân giải 1280 x 720 HD. Bên cạnh Edge Edge bao gồm Dual-LTE, dual-band 802.11n Wi-Fi, Bluetooth 4 và NFC. GPS, gia tốc kế, con quay hồi chuyển, cảm biến khoảng cách, la bàn, barometer... phía bên đầu vào. Nó sẽ có loa Stereo với âm thanh HD và cho phép sử dụng một hệ thống ghi âm kép với tiếng ồn hoạt động thấp. Nó có một kết nối 11-pin cung cấp MHL đồng thời và USB OTG. Một jack cắm 3.5mm được bao gồm và một pin silicon-anode Li-Ion cấp nguần cho cho thiết bị.
Máy có thể khởi động vào Ubuntu Touch cùng với Android. Theo chiến dịch Ubuntu Edge sẽ là điện thoại đầu tiên khởi động kép giữa các hệ điều hành khác nhau, nó cũng có thể được sử dụng như là một tích hợp hoàn toàn máy tính để bàn Ubuntu máy tính để bàn khi gắn với một màn hình. Trong kích thước vật lý, thiết bị sẽ có kích thước 64 x 9 x 124 mm.